# Systropus hesseanus
Systropus hesseanus är en tvåvingeart som beskrevs av Neal L. Evenhuis och Greathead 1999. Systropus hesseanus ingår i släktet Systropus och familjen svävflugor. Inga underarter finns listade i Catalogue of Life.